# Cratere Kait
Kait è un cratere di Cerere situato nei pressi dell'equatore dell'asteroide. È utilizzato per determinare il meridiano principale del sistema di riferimento topografico di Cerere, analogamente a quanto avviene sulla Terra con Greenwich.
Il cratere è stata battezzato dall'Unione Astronomica Internazionale con riferimento all'omonima divinità della mitologia ittita protettrice delle granaglie.